# Over-Nite Sensation
Over-Nite Sensation è l'ottavo album dei The Mothers, gruppo guidato da Frank Zappa, registrato nella primavera del 1973 e pubblicato nel settembre successivo dalla DiscReet Records, la casa discografica che Zappa aveva fondato quello stesso anno.

## Il disco
Over-Nite Sensation rappresenta un punto di svolta nella musica di Zappa, che si discosta dalla fusion orchestrale dei precedenti Waka/Jawaka e The Grand Wazoo, introducendo nuovi elementi di pop rock, funky e jazz con una formazione dei Mothers profondamente rinnovata. Anche i testi racchiudono novità, fra tutte i riferimenti sarcastici e umoristici ai rapporti sessuali in diversi brani, argomento che era ancora visto come scandaloso dalla società americana di quel periodo. La diretta ironia contro la politica e il sistema in generale passarono in secondo piano. La nuova estetica delle composizioni di quest'album e del successivo Apostrophe, registrato nello stesso periodo ma pubblicato diversi mesi dopo, risulta più accessibile al grande pubblico e sarà alla base dei lavori successivi di Zappa. Suonerà gran parte dei brani di questi due dischi nei concerti dal vivo per tutto il resto della carriera.
L'album fu realizzato dopo una pausa di molti mesi senza concerti in seguito all'incidente occorso a Zappa a Londra nel tour del 1971, quando fu spinto giù dal palco e si procurò lesioni e fratture che lo costrinsero su una sedia a rotelle e richiesero molti mesi per la guarigione. Al rientro, sia dal vivo sia nei nuovi album, l'attenzione del pubblico fu quindi concentrata sulle nuove composizioni che aveva preparato in questo periodo di convalescenza anziché sulle sue doti di chitarrista e di cantante. Si trattò quindi del suo primo vero approccio alle atmosfere del pop rock con una banda rigenerata dagli ingressi dei nuovi componenti, che dimostrarono di poter offrire di meglio rispetto ai vecchi membri dei Mothers. L'effetto fu un improvviso aumento della popolarità di Zappa a livelli mai registrati prima.
Di rilievo e di grande impatto è la presenza delle coriste Tina Turner e le Ikettes, con le quali la cantante si esibiva abitualmente insieme al marito Ike Turner. Fu proprio negli studi Bolic Sound a Inglewood di proprietà dei Turner che fu registrata la maggior parte dei brani, dove l'autore cercava delle coriste e accettò la proposta di ingaggiare le cantanti. La Turner, come lo stesso Zappa, si rivelò entusiasta del contributo offerto da lei e dalle Ikettes e di come avevano superato le difficoltà che l'interpretazione comportava; fu quindi delusa dalla reazione negativa del marito, che commentò in malo modo le tracce ascoltate e abbandonò gli studi. Ike Turner In seguito ottenne che la moglie e le Ikettes non fossero accreditate nelle note di copertina del disco.

## Tracce
Musica e testi di Frank Zappa.
Lato A
1. Camarillo Brillo – 4:01
2. I'm the Slime – 3:35
3. Dirty Love – 3:00
4. Fifty-Fifty – 6:08

Durata totale: 16:44
Lato B
1. Zomby Woof – 5:11
2. Dinah-Moe Humm – 6:05
3. Montana – 6:37

Durata totale: 17:53

## Formazione
- Frank Zappa - voce, chitarra
- George Duke - sintetizzatore, tastiere
- Bruce Fowler - trombone
- Tom Fowler - basso
- Ralph Humphrey - batteria
- Ricky Lancelotti - voce in Fifty-Fifty, Zomby Woof
- Sal Marquez - tromba, voce
- Jean-Luc Ponty - violino
- Ian Underwood - clarinetto, flauto, sassofono alto, sassofono tenore
- Ruth Underwood - percussioni, marimba, vibrafono

Ospiti
- Kin Vassy - voci aggiuntive in I'm the Slime, Dinah-Moe Humm, Montana
- Tina Turner e le Ikettes - cori in I'm the Slime, Dirty Love, Zomby Woof, Dinah-Moe Humm e Montana (non accreditate)[4][5]

## Classifiche
| Classifica (2021) | Posizione massima |
| ----------------- | ----------------- |
| Grecia            | 59                |